# キンギヤダイ
キンギヤダイ（モンゴル語: Kinggiyadai、中国語: 軽吉牙歹、生没年不詳）とは、13世紀初頭にチンギス・カンに仕えたオルクヌウト部出身の千人隊長の一人。
『元朝秘史』などの漢文史料では軽吉牙歹(qīngjíyádǎi)、『集史』などのペルシア語史料ではکينقياتاي(Kīnqiyātāī)と記される。

## 概要
『元朝秘史』によると、キンギヤダイはジャムカと決別し劣勢にあった頃のテムジン(後のチンギス・カン)陣営に帰参したという。同時期にテムジン陣営に参加し、後に著名になった人物にはクビライ(四狗の一人)、スブタイ(四狗の一人)、ブトゥ・キュレゲンらがいる。
その後、1206年にモンゴル帝国が建国されると、キンギヤダイは帝国の幹部層たる千人隊長(ミンガン)に任ぜられた。『元朝秘史』の功臣表では80位に列せられている。一方、『集史』「チンギス・カン紀」では中軍右翼の千人隊長であったと記録されている。

## 子孫
キンギヤダイの息子イェケ・イェスル(「大イェスル」の意。これをペルシア語に訳してイェスル・ボゾルグとも呼ばれた)はスニト部のチョルマグンとともにイラン方面のタンマチ長官に選ばれ、第2万人隊の万人隊長としてイランに派遣された。
イェケ・イェスルの万人隊長職は息子のホージャ・ノヤン、孫のトナ、曾孫のトラト・キュレゲンに代々受け継がれたが、トラトがガザン・ハンの時代に処刑されたことで万人隊は解体され、キンギヤダイの(イランにおける)家系は断絶した。

## オルクヌウト部系図
- ホエルン・エケ（Hö'elün Eke ＞月也倫/yuèyĕlún,اولون فوجین/ūālūn fūjīn）
- オラル・キュレゲン（Olar Küregen ＞斡剌児古咧堅/wòlàérgŭliējiān,اولار كوركان/ūlār kūrkān）
  - タイチュ・キュレゲン（Taiču Küregen ＞塔出/tǎchū,تایجو كوركان/ṭāījū kūrkān）
    - ジュジンバイ・キュレゲン（J̌uǰinbai Küregen ＞朮真伯/zhúzhēnbǎi,جوجینبای/jūjīnbāī）
      - ベクレ・キュレゲン（Bekle Küregen ＞別合剌/biéhélà）
        - タバク・キュレゲン（Tabaq Küregen ＞塔八/tǎbā）
- キンギヤダイ・キュレゲン（Kinggiyadai ＞軽吉牙歹/qīngjíyádǎi,کينقياتاي/kīnqiyātāī）
  - イェケ・イェスル（Yeke yesür ＞بوكا تیمور/yīsūr buzurg）
    - ホージャ・ノヤン（Khwaja noyan ＞خواجه نویان/khwāja nūyān）
      - トナ（Tona ＞تونا/tūnā）
        - トラト・キュレゲン（Torato Küregen ＞توراتو كوركان/tūrātū kūrkān）

      - ムラカル（Mulaqar ＞مولاقر/mūlāqar）